# Гавриил I Константинополски
Гавриил I Константинополски (на гръцки: Γαβριήλ Α΄) е православен духовник, вселенски патриарх за няколко месеца през 1596 г.

## Биография
В 1594 година е митрополит на Солун и сподвижник на вселенския патриарх Йеремия II. Участва в синода, свикан през май 1593 г. Избран е за вселенски патриарх през февруари 1596 г., след отстраняването на Матей II поради нередовност на избора. Смятан е за добър прелат и издигането му трона е посрещнато с надежда да разреши много от проблемите пред църквата. Скоро обаче Гавриил се разболява и през юли или август същата година умира. Според слуховете е отровен.